# Panicum sadinii
Panicum sadinii là một loài thực vật có hoa trong họ Hòa thảo. Loài này được (Vanderyst) Renvoize mô tả khoa học đầu tiên năm 1968.